# Manuel Alonso (Tennisspieler)
José Manuel Alonso de Areyzaga (* 12. November 1895 in San Sebastián; † 11. Oktober 1984 in Madrid) war ein spanischer Tennisspieler. Alonso galt als erster spanische Tennisspieler von internationalem Format. Erst einige Jahrzehnte später wurde Manuel Santana diese Rolle zuteil. Von 1925 bis 1927 war Alonso drei Jahre lang unter den Top 10 der Welt; seine beste Platzierung war 1927 der fünfte Platz. Als erster Spanier erreichte er das Endspiel eines Grand-Slam-Turniers in Wimbledon. Er führte 1921 die erste spanische Davis-Cup-Mannschaft an und zog mit dem Team 1922 in ihr erstes Endspiel. 1977 erfolgte die Aufnahme Alonsos in die International Tennis Hall of Fame als ebenfalls erster Spanier.

## Leben

### Frühe Jahre
Alonso wurde 1895 als zweites von vier Kindern in eine wohlhabende Familie mit Sporttradition geboren. Sein Vater war Mitinitiator der Verbreitung des Tennissports in der Stadt. Seine Eltern waren María Victoria de Areyzaga y Gortázar (1864–1930) und Manuel Alonso Zabala († 1937), der eine erfolgreiche Karriere als Bauingenieur gemacht und sich für einige Eisenbahnprojekte in Nordspanien verantwortlich gezeichnet hatte. Seine älterer Bruder José María Alonso (1890–1979) war ebenfalls Tennisspieler und sein langjähriger Doppelpartner. In seiner Jugend zeigte Manuel Alonso wie sein Bruder auch Talent in anderen Sportarten: er fuhr Ski, ruderte und spielte Hockey, sie waren beide Mitglieder des San Sebastian Recreation Club, dem Vorgänger des Vereins Real Sociedad San Sebastián. Im Hockey gewann er mit Atlético Madrid dreimal die Copa del Rey, während er in der Stadt Bauingenieurwesen studierte. Nachdem er zuvor schon spanischer Tennis-Juniorenmeister geworden war, wurde er 1915, 1919 und 1920 auch spanischer Meister der Erwachsenen. 1921 schloss er sein Studium ab.

### Erfolg in Wimbledon und bei den Olympischen Spielen
2020 schied Alonso bei seiner ersten Teilnahme an den Olympischen Spielen in Antwerpen im Viertelfinale der Einzelkonkurrenz gegen Oswald Turnbull aus. Im Mixed-Wettbewerb sagte er seine Teilnahme kurzfristig ab, während er mit seinem Bruder im Doppel zum Auftakt ausschied. Bei den Spielen vier Jahre später in Paris verlor Alonso im Einzel und Doppel jeweils gegen den späteren Olympiasieger. Im Einzel war das Vincent Richards, der auch im Doppel an der Seite von Frank Hunter Gold gewann. Der größte Erfolg gelang Alonso bei seinem ersten Auftritt in Wimbledon, wo er erst im Finale des All-Comers-Wettbewerb gegen Brian Norton in fünf Sätzen ausschied. Er wurde während des Finals von offenen Blasen an den Händen geplagt, die ihn daran hinderten richtig zu spielen. Bei den folgenden Teilnahmen schied er jeweils früh aus. Im Doppel zog er mit seinem Bruder 1924 ins Viertelfinale ein, was sein bestes Resultat darstellt. Bei den Hartplatz-Weltmeisterschaften ging er zwischen 1920 und 1922 an den Start und erzielte mit dem Halbfinale 1920 sein bestes Ergebnis.

### Davis Cup
Die erste Teilnahme Spaniens am Davis Cup 1921 wurde auch von Manuel Alonso mitinitiiert, der in der Begegnung mit Großbritannien gegen Gordon Lowe den ersten Punkt für sein Land holte. Spanien verlor mit 1:4. Ein Jahr später zog Spanien das erste Mal in das Endspiel des All-Comers-Finals ein, wo sie Australien mit 1:4 unterlagen. Erst 1965 gelang ihnen wieder der Finaleinzug. Alonso und Mannschaftskollege Manuel de Gomar wurden dabei in Anlehnung an die beiden Bills Bill Tilden und Bill Johnston, die „Two Bills“ genannt wurden, als „Los dos Manolos“ bezeichnet. 1923 zog Alonso in die USA und nahm deshalb ein Jahr nicht am Davis Cup teil. 1924 und 1925 spielte er dort wieder, bevor er sich lange Zeit von dem Wettbewerb zurückzog. 1931 und 1936 nahm er nach seinem Rücktritt noch zweimal teil. Mit 40 Jahren war er bei seinem letzten Match 1936 der älteste spanische Davis-Cup-Spieler. Seine Bilanz bei neun Begegnungen ist mit 14:11 leicht positiv.

### Umzug in die Vereinigten Staaten

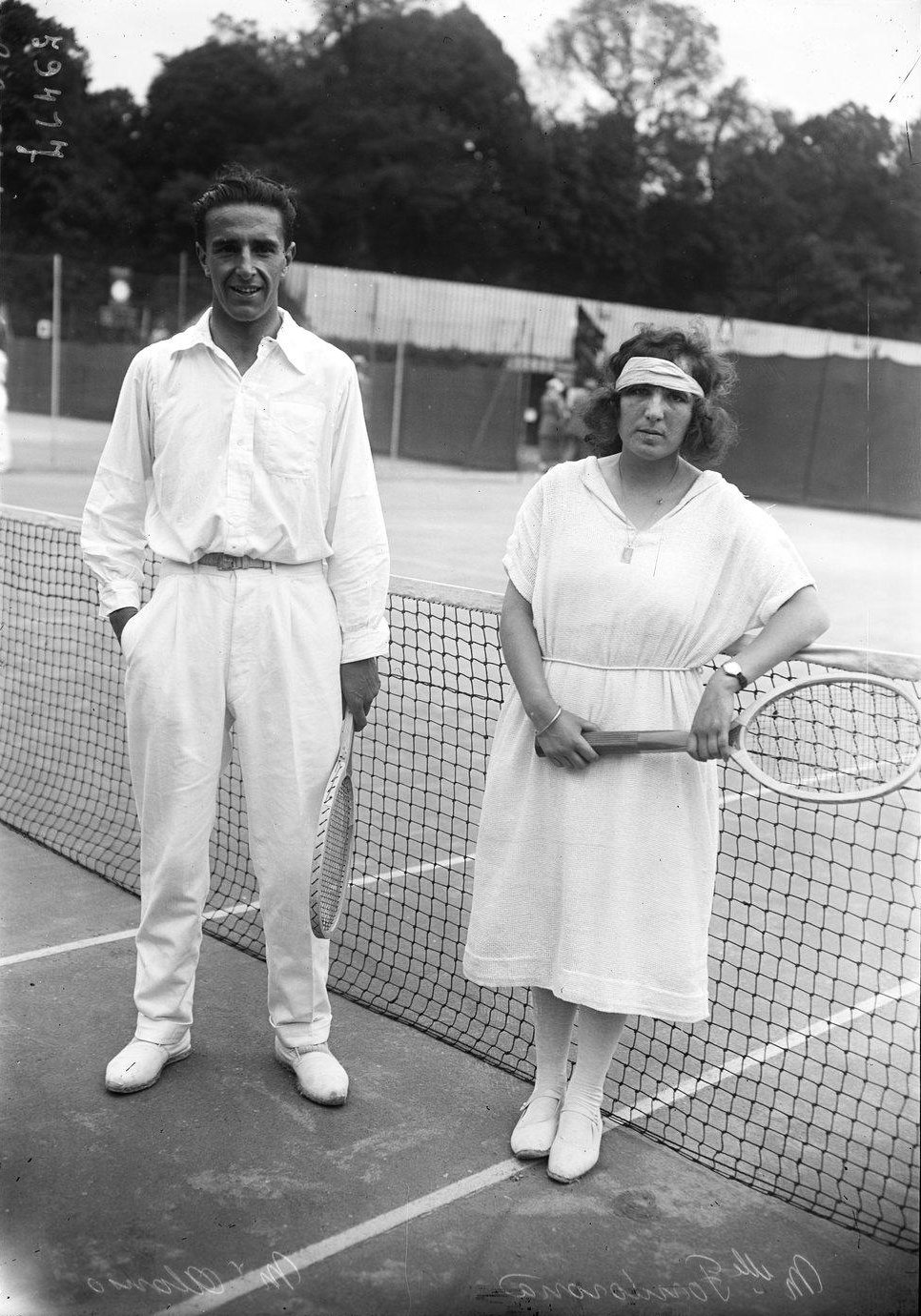
Alonso mit der Tennisspielerin Isabella Fonrodona bei den World Hardcourt Championships 1920

Am Rande des Davis-Cup-Matches gegen Australien 1922 erhielten die Alonsos das Angebot von James W. Fuller III in den Vereinigten Staaten zu arbeiten. Fuller soll bei einem Match von Manuel Alonso gegen Pat O’Hara Wood zugeschaut haben. Nach einem 2:1-Rückstand von Alonso und Matchbällen gegen sich drehte der Spanier das Spiel noch und gewann. Dieser Spirit und die Tatsache, dass die Alonsos Ingenieure waren, veranlasste ihn dazu, sie einzustellen. Dessen Firma Fuller Company stellte Förderbänder her. Von dort wechselte Manuel Alonso ein Jahr später zur American Locomotive Company (ALCO), wo er fortan arbeitete und 1950 zum Vizepräsidenten aufstieg. Nach seinem Umzug ging er bis 1936, das Jahr seinen Rücktritts, fast regelmäßig bei den US Open an den Start. Die Jahre 1922, 1923, 1925 und 1927 waren für ihn mit dem Erreichen des Viertelfinals am erfolgreichsten. In der US-Rangliste war er dreimal in den Top 10 platziert, 1926 war er an Position 2 auf seinem Karrierehoch. Der Tennisjournalist Arthur Wallis Myers vom The Daily Telegraph stufte ihn 1927 als fünftbesten Spieler der Welt ein. Sein großer Rivale Bill Tilden, auf den er bei verschiedenen Turnieren 15 Mal traf und den er zweimal schlug, galt als sein enger Freund. Tilden sagte 1922 über Alonso:

“Seldom have I seen such wonderful natural abilities as are found in this young Spaniard [...] Alonzo has a terrific forehand drive that is the closest rival to W. M. Johnston's of any shot I have seen [...] His overhead is at once severe, deadly and reliable. He smashes with speed and direction. It is not only in his varied stroke equipment that Alonzo is great but in his marvellous footwork. Such speed of foot and lightning turning I have never before seen on a tennis court [...] I look to see Alonzo, who today loses matches through lack of resource, become by virtue of experience and tournament play the greatest player on the continent.”

„Selten habe ich solch wunderbare natürliche Fähigkeiten gesehen, wie man sie bei diesem jungen Spanier findet [...] Alonzo hat eine tolle Vorhand, die von allen Schlägen, die ich je gesehen habe, der von W. M. Johnston am nächsten kommt. [...] Seine Überkopfschläge sind gleichzeitig schwerwiegend, tödlich und zuverlässig. Er schlägt mit Geschwindigkeit und Richtung. Alonzo ist nicht nur durch sein abwechslungsreiches Schlagrepertoire großartig, sondern auch durch seine wunderbare Beinarbeit. Eine solche Geschwindigkeit des Fußes und die blitzschnellen Wendungen habe ich noch nie zuvor auf einem Tennisplatz gesehen. [...] Ich freue mich darauf, dass Alonzo, der heute Spiele aus Mangel an Ressourcen verliert, aufgrund seiner Erfahrung und seines Turnierspiels zum größten Spieler des Kontinents wird.“

In den USA traf er auf Persönlichkeiten wie Charly Chaplin, Mary Pickford oder Douglas Fairbanks, die zu den Freunden Tildens gehörten.
Alonso wohnte ab 1923 in Schenectady, New York, wo er ab den 1960er Jahren auch internationale Modernisierungsverträge abschloss, etwa mit dem Renfe, dem spanischen staatlichen Eisenbahnunternehmen. Nach seiner aktiven Zeit heiratete er, wie sein Bruder, eine US-Amerikanerin, die Elisabeth Wilson hieß. Nach dem Tod seiner ersten Frau war er noch zwei weitere Male verheiratet. Beide Ehen wurden geschieden.

### Tod und Nachleben
Nach seiner Pensionierung kehrte er nach Spanien zurück, wo er sich ehrenamtlich für die Förderung von Kindern im Tennissport engagierte. Zu Ehren von Alonso rief der spanische Tennisverband 1967 das Juniorenturnier mit seinem Namen ins Leben, das nach seinem Tod in Manuel Alonso Memorial umbenannt wurde. 1977 wurde Alonso in die International Tennis Hall of Fame aufgenommen.
1982 erlitt er einen Schlaganfall, an dessen Folgen er zwei Jahre später in einer Klinik in Madrid verstarb.

## Erfolge (Auswahl)
| Legende (Anzahl der Siege) |
| Grand Slam                 |
| Olympische Spiele          |
| Sonstige Turniere          |

### Einzel

#### Finalteilnahmen
| Nr. | Jahr         | Turnier   | Belag | Finalgegner  | Endergebnis             |
| --- | ------------ | --------- | ----- | ------------ | ----------------------- |
| 1.  | 2. Juli 1921 | Wimbledon | Rasen | Brian Norton | 7:5, 6:4, 5:7, 3:6, 3:6 |